# 中篇小說
中篇小說（英語：Novella）是小說的一種，專門指篇幅比短篇小說長、但又比長篇小說短些的故事，平均字數約三至十萬字。喬萬尼·薄伽丘的著作《十日談》中的那些小故事就可算作中篇小說。